# 機体

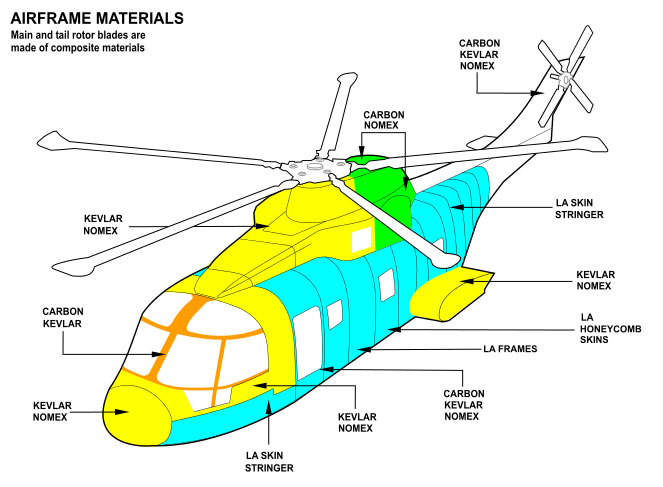
アグスタウェストランド AW101 ヘリコプターの機体図

機体（英語：airframe、エアフレーム）という用語は、航空機の物理的構造を意味し、通常は推進システム（エンジン）を含まない 。航空機そのもの及び人型ロボットなど航空機ではないものも指す。

## 歴史

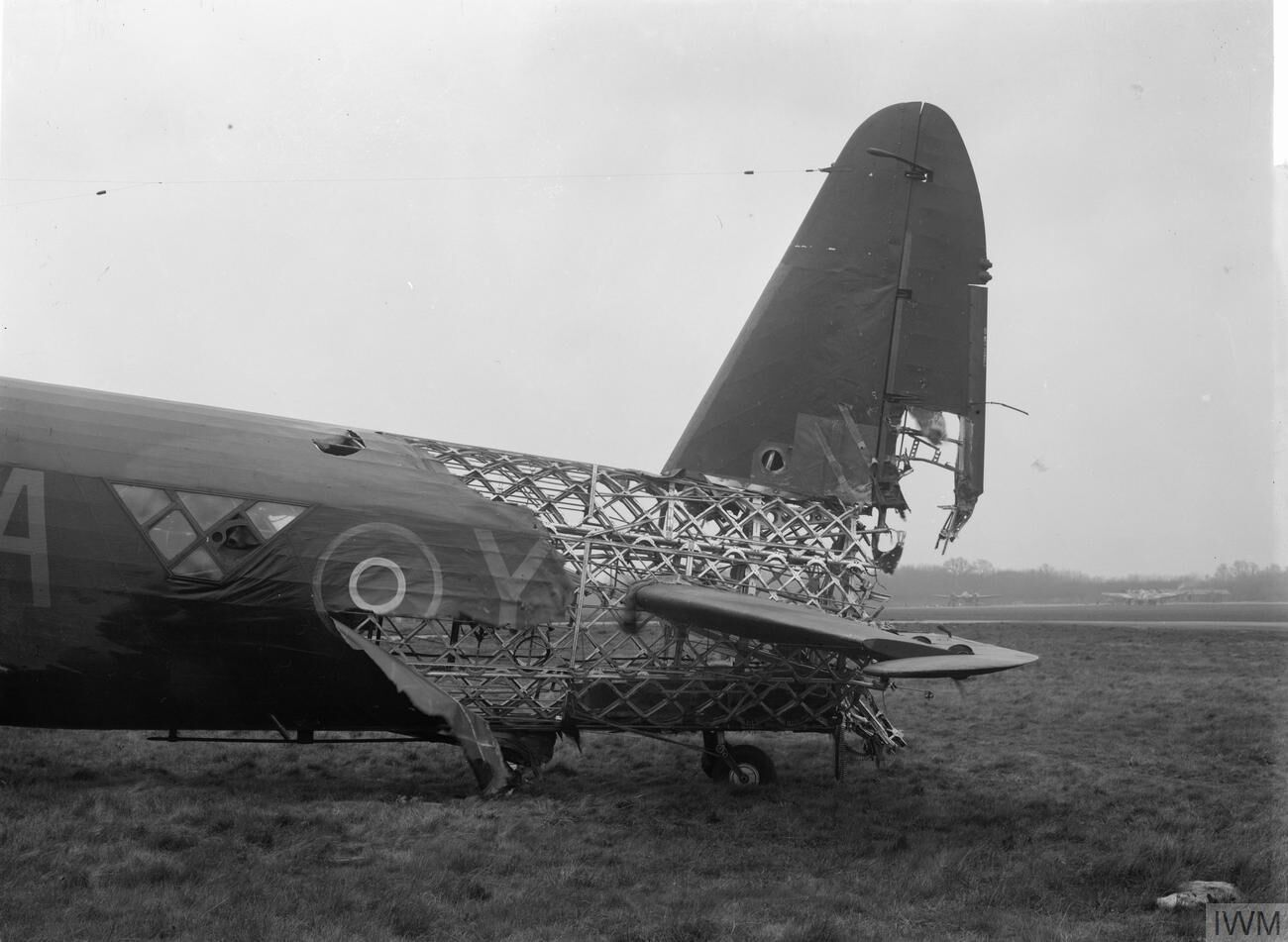
カナダ空軍第428飛行隊のウェリントン・マークX HE239。砲撃を受けながらも耐空性を維持したジオデシック構造が見える。

航空機の機体の歴史は、1903年、アメリカ合衆国でライト兄弟が木製の複葉機を作り、固定翼機の可能性を世に示したことに始まる。しかし、飛躍的な発展は、不幸にして第一次世界大戦中の軍事目的によってもたらされた。この時代の有名な航空機には、ドイツのフォッカーと米国のカーチスの三葉機、そしてドイツのタウベ単葉機がある。これらの航空機は、木と金属によるハイブリッド構造であった。
1920年代から1930年代にかけての、いわゆる大戦間期は、シュナイダー・トロフィーが国威をかけた技術競争の場となり、一層の高出力化と高速化が進んだ。その結果、機体構造は、大馬力に耐えうる全金属製のモノコック構造へと収れんして行き、高速機では翼面荷重の大きな低翼・単葉が常識となった。さらに降着装置を引き込み式にするものも現れた。また、ボーイングが1938年末に進空させた旅客機のモデル307において、初めて与圧キャビンを実用化した。素材の面では、住友金属工業が超々ジュラルミンの開発に成功したことも特筆すべき出来事である。
商用機体の開発では、星型エンジンを使う単葉機の設計が注目されていた。当時の航空機の多くは、チャールズ・リンドバーグが大西洋横断で使用したスピリットオブセントルイス号のように個別生産か、あるいは少量生産であった。完全な金属製のフォード4-ATおよび5-AT三発機とダグラス DC-3双発プロペラ機は、この時代最も成功した設計である。
第二次世界大戦を迎え、機体設計は再び軍用機がリードすることとなった。有名なものには米国のダグラスC-47、ボーイングB-17、ノースアメリカB-25、ロッキードP-38、そしてアブロ ランカスターがある。
設計上の革新は1930年代に始まっていた。日本では、中島飛行機が九七式戦闘機のために開発した、左右主翼の通し桁とブロック工法の機体は、川崎航空機製を除く日本軍のほとんどの低翼単葉機の標準となった。モノコック構造隆盛の一方で英国のビッカースは、大圏構造（geodetic construction method、en:Geodetic airframe#Aeroplanesを参照）をウェルズレイやウェリントンに採用した。また、過去の素材と思われていた木材を主要構造材とした高機動戦闘爆撃機デ・ハビランド モスキートも、同大戦中に開発されている。最初の実用ジェット機も同大戦中に製造されたが、その数は限られていた。ボーイング B-29は高高度爆撃機として設計され、与圧式の機体（Pressurised fuselage）となった。
戦後の商用航空機の設計では、当初はターボプロップエンジン、後にジェットエンジンを持つ旅客機が注目された。これらのための、より高速向け、かつ、より引張応力の高い機体の開発は大きな課題であった。新たに開発された銅、マグネシウム、亜鉛を含むアルミニウム合金は、これらの設計に必要不可欠であった。1957年に初飛行したロッキードL-188ターボプロップエンジン機がこれらの材料のいくつかを使用したが、振動制御と金属疲労に関する高価な試験でもあった。

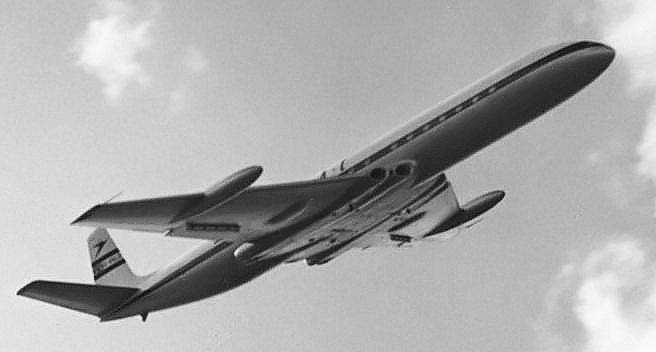
デ・ハビランド（DH）106 コメット3 G-ANLO（1954年）

デ・ハビランド・コメットは世界初の量産型商用ジェット旅客機で、1949年に初飛行を果たした。英国の航空機設計史におけるランドマークの1つと考えられている。初期のコメット・モデルは、商用運行開始後、それまで未知の領域であった致命的な機体の金属疲労によって一連の墜落事故を引き起こした。ロイヤル・エアクラフト・エスタブリッシュメントは、ファーンボロー飛行場で航空機事故の科学的な再現実験を行った。特別に製作された、機体が完全に浸かる水槽における3,000回以上の与圧試験で、四角形の窓の角に応力集中による亀裂が見つかった。その窓は接着され、リベットで締結される設計になっていたが、組み立てはドリルではなくパンチ（
punch ）で行われていた。パンチによる鋲締めは鋲穴の不完全な状態を生み、リベット周辺の応力集中が金属疲労を生じさせた。
結局、ワイドボディ機と呼ばれる大型機体の組み立ては、米国のボーイングとヨーロッパのエアバスによって支配されることになった。ヨーロッパ、北米および南米の多くの製造業者は、定員100人以下の機体市場を引き継ぐこととなった。多くの製造業者は機体部品を製造している。
商用機体製造の歴史は、1920年代からの全アルミニウム構造、1940年代からの高強度合金と高速翼型、1960年代からの長距離設計と効率向上、そして1980年代からの複合材料による製造、の4つの時代に分けられる。

## 現在[いつ?]と将来

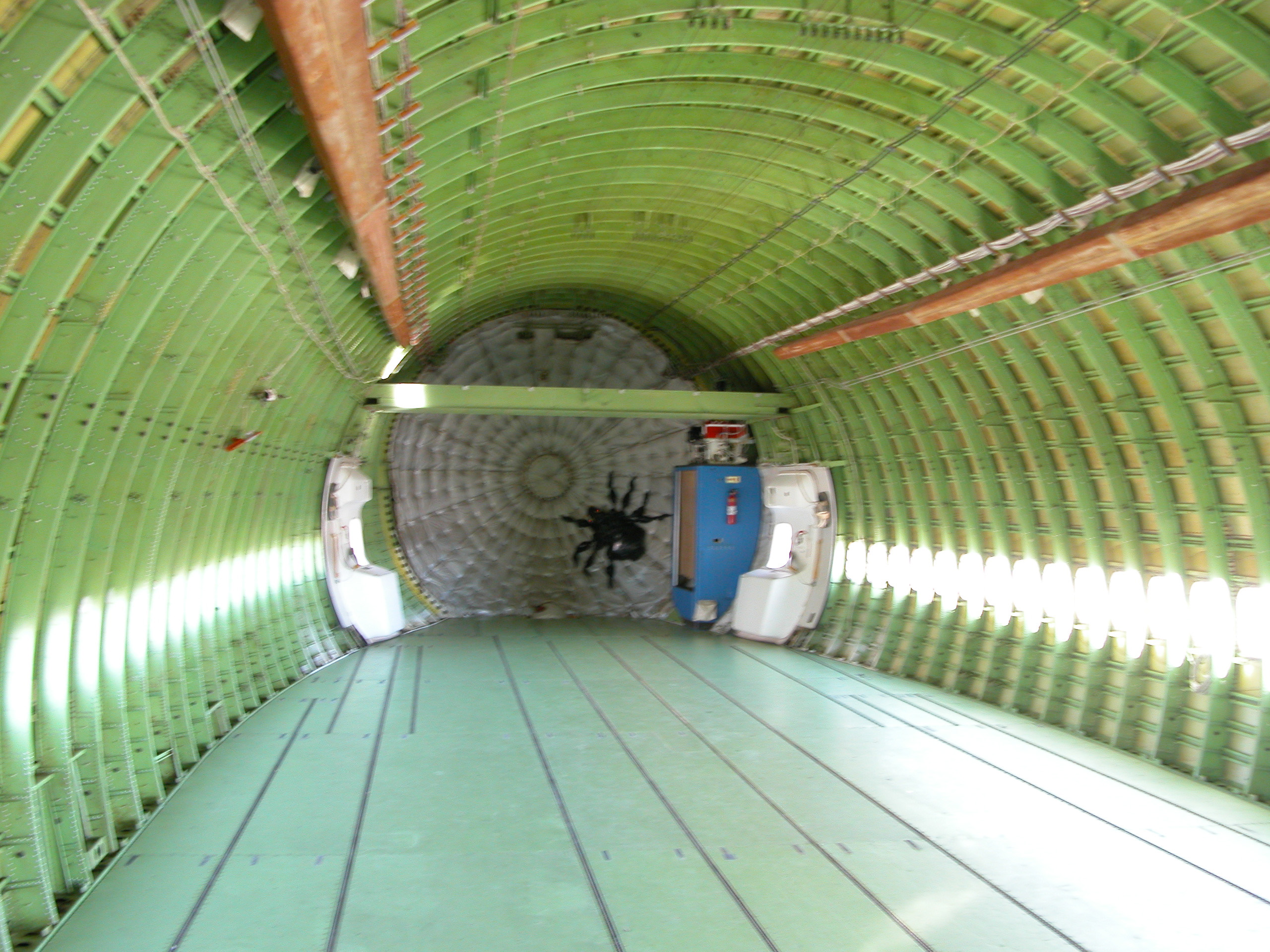
内装組み付け前のボーイング747の機体内部

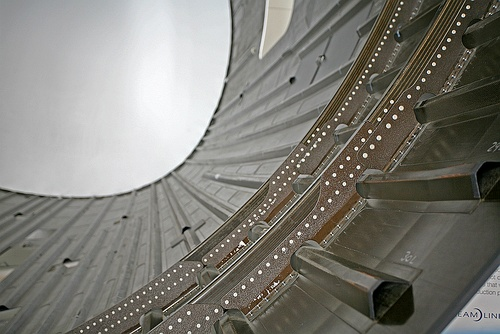
ボーイング787ドリームライナーの機体の一部

ボーイングは現在、1枚の炭素繊維強化プラスチックのシートからなる胴体を持つボーイング787シリーズ・フラッグシップ機（2010年就航予定）の設計により業界をリードしていると主張している。「1,200枚のアルミニウム・シートと40,000個のリベット」を削減したとしている。この機体は定員220-300人として設計されている。一方、主な競争相手のエアバスは、A380フラッグシップ機を定員500-850人として設計している。A380はまた、複合材料を多く取り入れている。
機体製造は以前にも増して精密さが要求されるようになっている。製造業者は厳格な品質管理と政府の定める規則の下で操業しているが、確立済みの標準からの前進が大きな不安も招いている。2001年のエアバスA300の離陸事故は、胴体から尾翼が脱落した後に起こった。この事故は、運用、保守、そして最近の多くの機体で使用されている複合材料の使用を含む設計の問題への注意を喚起した。A300は他の構造上の問題もあったが、これほど大きなものは他になく、1959年のロッキード L-188の事故に匹敵する程だった。新テクノロジー導入の際に機体産業と顧客である航空会社が直面し得る困難を見せつける結果となった。

## 設計
機体設計は、空気力学、物質科学、そして製造手段を組み合わせて性能と信頼性とコストのバランスを追求する工学の一分野である。